# Ручай Ганна
Ганна Ручай (справжнє ім'я Тамара Михайлівна Клюкіна, 8.06.1957 р.н.) — письменниця, редактор, перекладач з російської. Працювала у видавництвах «Зелений пес» (випусковий редактор часопису «Сучасність» 2008—2010 рр.), літредактор у видавництві «Наш формат» (2016—2017 рр.), перекладач з російської у видавництві «Book-chef», керівник дитячої літературної студії Білоцерківського міськрайонного об'єднання ВУТ «Просвіта» ім. Т. Г. Шевченка.

## Життєпис
Народилася 8 червня 1957 року в селі Острійки Київської області в родині вчителів. 1967 року з батьками переїхала до міста Білої Церкви. 
1974 року закінчила Білоцерківську середню школу № 9, вступила на філологічний факультет Київського державного педагогічного інститут ім. О. М. Горького (нині — Національний педуніверситет ім. Михайла Драгоманова). 
Від 1979 року працювала у вечірній школі міста Узина Білоцерківського району. 
Від 1992 до 2000 була заступником директора з навчально-виховної роботи Білоцерківської середньої школи № 8, друкувалася в регіональній пресі, викладала факультативні курси стилістики, риторики, поетики, етнографії та фольклору в приватній школі «Просвіта». 
1999-го захистила дисертаційну роботу «Програма розвитку школярів від 6-ти до 10-ти років на основі схфідних єдиноборств» у Інституті післядипломної освіти (Київ), була інструктором з видів єдиноборств ДЮСШ Всеукраїнського спортивного товариства «Колос». 
Від 2000 до 2005 року працювала заступником головного редактора газети «Спортивна Київщина». Друкувалася в таких газетах: «2000», «Зеркало недели», «Планета образования», «Без бар'єрів», «Труд» (перша премія в конкурсі оповідань за 2003 рік); журналах: «Единственная», «Благоустройство территорий», «Ангелятко», «Склянка часу». 
Від 2005 до 2010 року — редактор відділу сучасної прози видавництва «Зелений пес», у 2008—2010 роках була випусковим редактором часопису «Сучасність». 
Живе у Білій Церкві.

## Творчий доробок

#### Опубліковані твори
- Роман-феєрія «Духи міста (у двох покетбуках „Моя кохана відьма“ та „Відьмине кохання“, видавництво „Зелений пес“, 2005—2006 рр.)
- Роман у новелах „Жіночий бокс“ (видавництво „Зелений пес“, 2008)
- Роман „Sauvage Mesdames Russos (Дикі руські пані)“, (видавництво „Дуліби“, 2008 р.)
- Роман-анекдот „Школа № 13“ (видавництво „Зелений пес“, 2010 р.)
- Художньо-пізнавальні оповідання для дітей середнього шкільного віку „Іван Мазепа і я“ (видавництво Зелений пес», 2011) та «Маруся Чурай і я» (2017).
- Роман «Смугастий мов життя» (мультимедійне видавництво Стрельбицького, 2016).
- Збірка новел і мініатюр «Сни і безсоння» (мультимедійне видавництво Стрельбицького, 2016).
- Брала участь у випуску альманаху «Поетична топоніміка» (есей «Межиріччя долі»); видавництво «Лілія», 2016.
- Роман «На східному фронті є зміни» (видавництво «Час Змін Інформ», 2017[2]).
- Роман «Смугастий, мов життя» (видавництво «Час Змін Інформ», 2018[3]).
- «Моно-но аваре». Збірка віршів і перекладів з російської (видавництво «Час Змін Інформ», 2019).

#### Переклади з російської
- Сергій та Марина Дяченки. «Брамник» («Зелений пес», 2005), «Спадкоємець» («Зелений пес», 2006), «Зло не має влади» («Зелений пес», 2007), «Vita nostra» («Зелений пес», 2008")"Скрут" («Зелений пес», 2009).
- Генрі Лайон Олді. «Шмагія» («Зелений пес», 2006), «Алюмен» («Зелений пес», 2009).
- Олександр Грін. «Стрімкіша за хвилі» («Бегущая по волнам»); «Зелений пес», 2008.
- Лідія Чарська. «Князівна Джаваха» («Зелений пес», 2010), «Нотатки маленької гімназистки» («Зелений пес», 2008).
- Олександр Гогун. «Між Гітлером і Сталіним» («Зелений пес», 2010).
- Макс Фрай. «Скриня мерця» («Book-chef», 2017).
- Людмила Улицька. «Драбина Якова» («Book-chef», 2017).
- Олена Березовська. «9 місяців щастя» («Book-chef», 2017).
- Анна Бикова «Завдання для розвитку», «Школярі лінивої мами» (Із серії «Лінива мама»); «Book-chef», 2017—2018.
- Аркадій Бабченко «Війна», «Book-chef», 2018.
- Ельчин Сафарлі «Якби ти знав…», «Рецепти щастя», «Я хочу додому», «Book-chef» 2019

## Відзнаки
- 2008 — Дипломант конкурсу «Коронація слова» у номінації «Романи» за роман «Смугастий мов життя».
- 2010 — Диплом від дитячого журі конкурсу «Золотий лелека» (Видавництво «ГраніТ» за повість-казку «Славчик і Грім».
- 2017 — Подяка ВУТ «Просвіта» за внесок у справу національного відродження.